# Disa cardinalis
Disa cardinalis es una especie de orquídea de hábito terrestre originaria de Sudáfrica.
Es una orquídea con flores pequeñas, pertenecientes a la subtribu Disinae.

## Descripción
Se trata de una orquídea de tamaño mediano, que prefiere el clima fresco a frío, es de hábito terrestre con las hojas estrechamente elípticas . Florece en una inflorescencia erecta,  terminal de 60 cm de largo, con hasta 25 flores de color rojo con 5,5 cm de longitud. La floración se produce en la primavera.

## Distribución y hábitat
Se encuentra en la Provincia del Cabo de Sudáfrica,  a lo largo de los arroyos en las pendientes, a pleno sol en alturas de alrededor de 600 metros.

## Taxonomía
Disa cardinalis fue descrita por  Hans Peter Linder  y publicado en Journal of South African Botany 46: 213. 1980.
Etimología
Disa : el nombre de este género es una referencia a  Disa, la heroína de la mitología nórdica hecha por el botánico Carl Peter Thunberg.
cardinalis: epíteto latino que significa "rojo",.
Sinonimia
- Monadenia bolusiana (Schltr.) Rolfe 1913 [2][4][2]